# Dwór w Przesiecznej
Dwór w Przesiecznej – zabytkowy dwór wybudowany w miejscowości Przesieczna.
Dwór, obecnie dom nr 14, wybudowany w pierwszej połowy XIX w.